# Schönbach
Schönbach es un municipio situado en el distrito de Görlitz, en el estado federado de Sajonia (Alemania), a una altitud de 380 metros. Su población a finales de 2016 era de unos 1100 habs. y su densidad poblacional, 120 hab/km².